# Uppåkra Arkeologiska Center

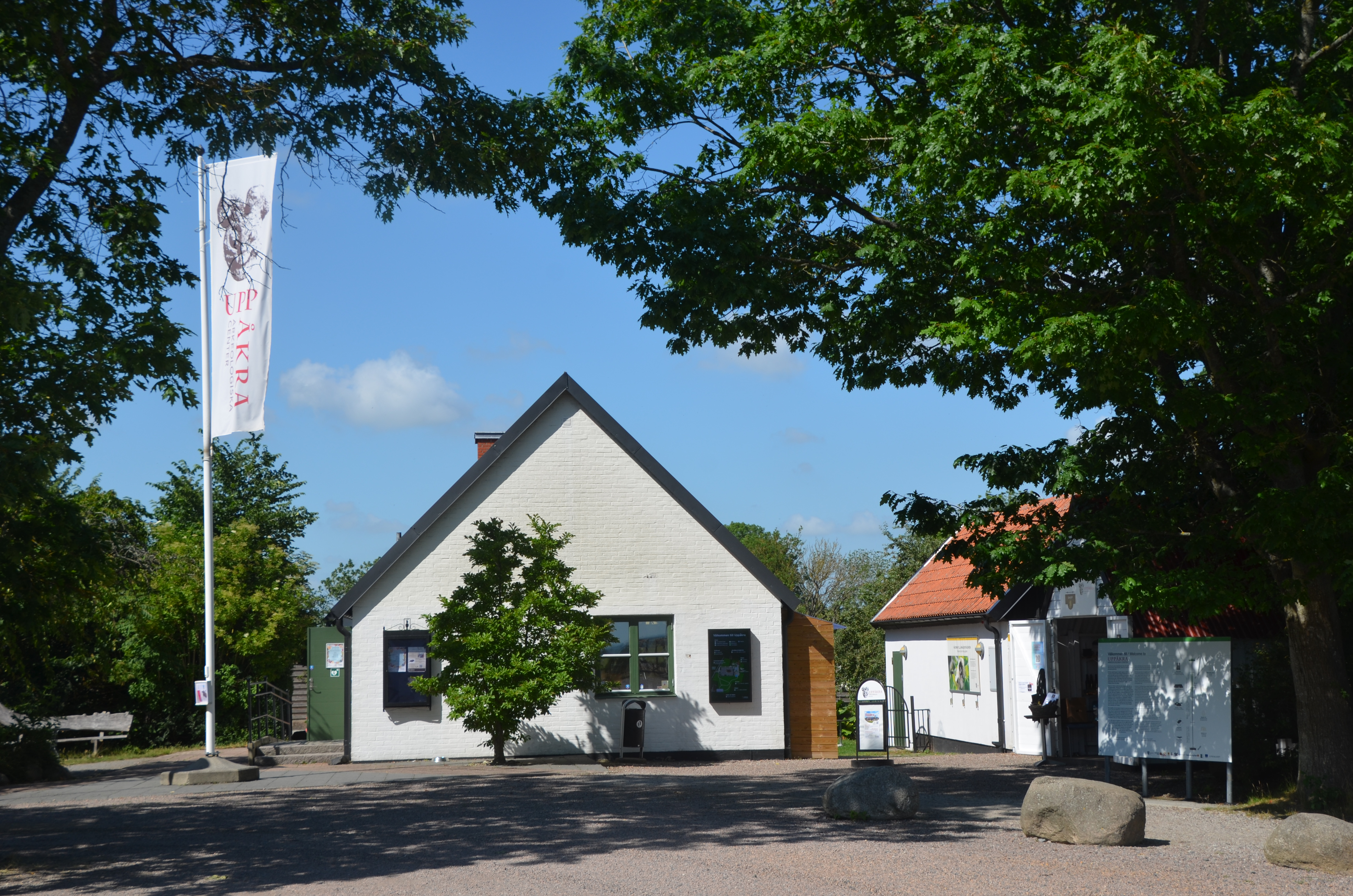
Uppåkra Arkeologiska Center.

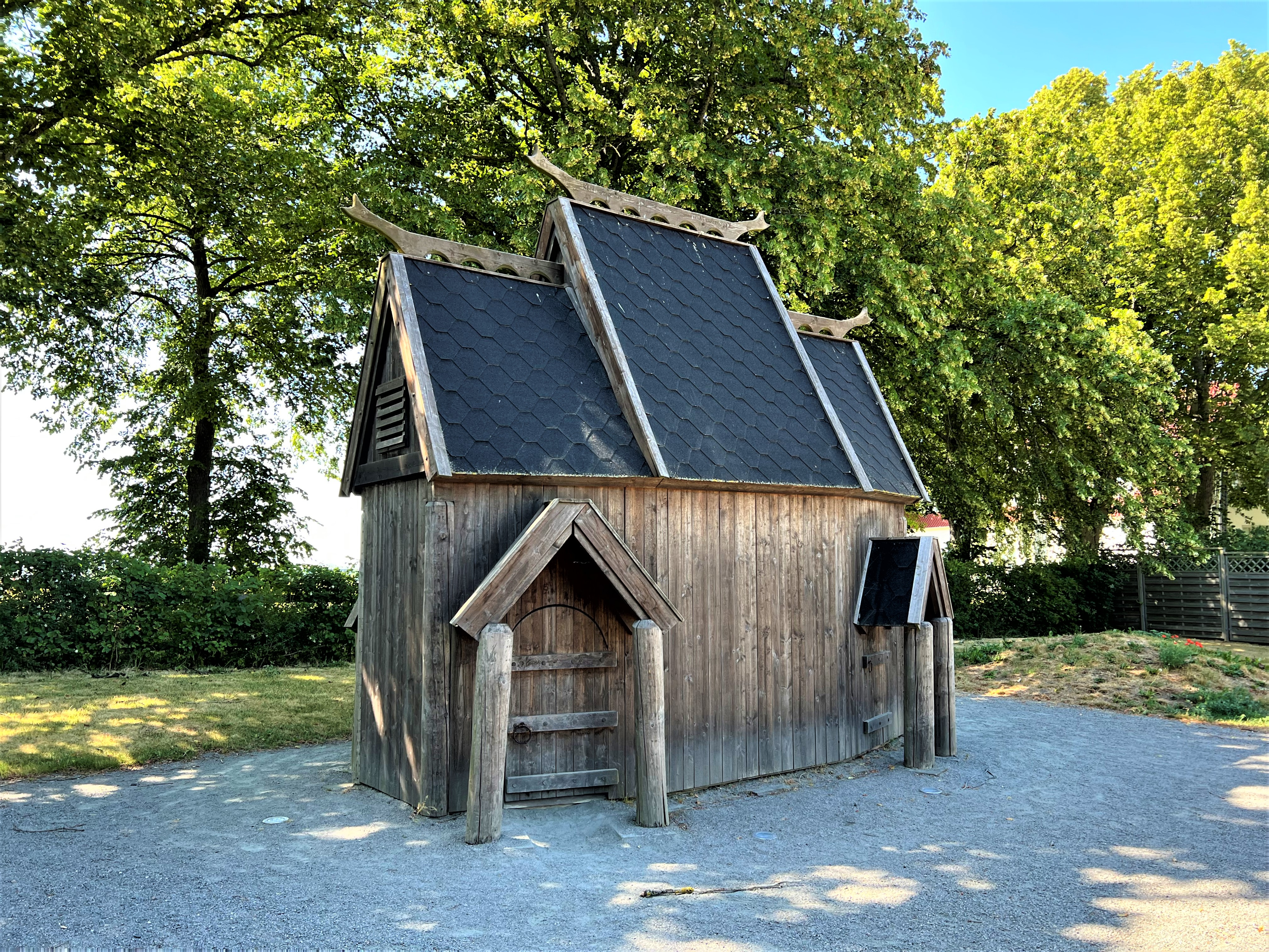
Modell i skala 1:3 av det över tio meter höga templet eller kulthuset från järnåldern, som funnits i Uppåkra.

Uppåkra Arkeologiska Center är ett svenskt besöks- och informationscentrum, där besökarna får information om de pågående utgrävningarna av den forntida bebyggelsen Uppåkra i nuvarande Staffanstorps kommun. 
Systematiska arkeologiska undersökningar i Uppåkra, i omedelbar närhet av Uppåkra kyrka, påbörjades under 1990-talet, och utgrävningar har därefter skett från 1996 i stort sett kontinuerligt. De har lett till upptäckten av en omfattande tidigare bebyggelse på platsen under omkring ett årtusende, från omkring 100 efter Kristus till slutet av 900-talet eller in på 1000-talet. Då övertogs stadens ställning av den nygrundade staden Lund, knappt fem kilometer därifrån. Utgrävningarna har letts av Lunds universitet och en stor mängd tillvaratagna föremål finns utställda i Historiska museet i Lund.
Uppåkra Arkeologiska Center inrättades 2014 för att främja allmänhetens intresse för fyndplatsen, och drivs av Stiftelsen Uppåkra Arkeologiska Center, som bland annat arrangerar guidade visningar i utgrävningsområdet. Den har också en utomhus "arkeologiskola", där barn och vuxna får hjälpa till praktiskt att sålla fram fynd ur jorden.

## Bildgalleri

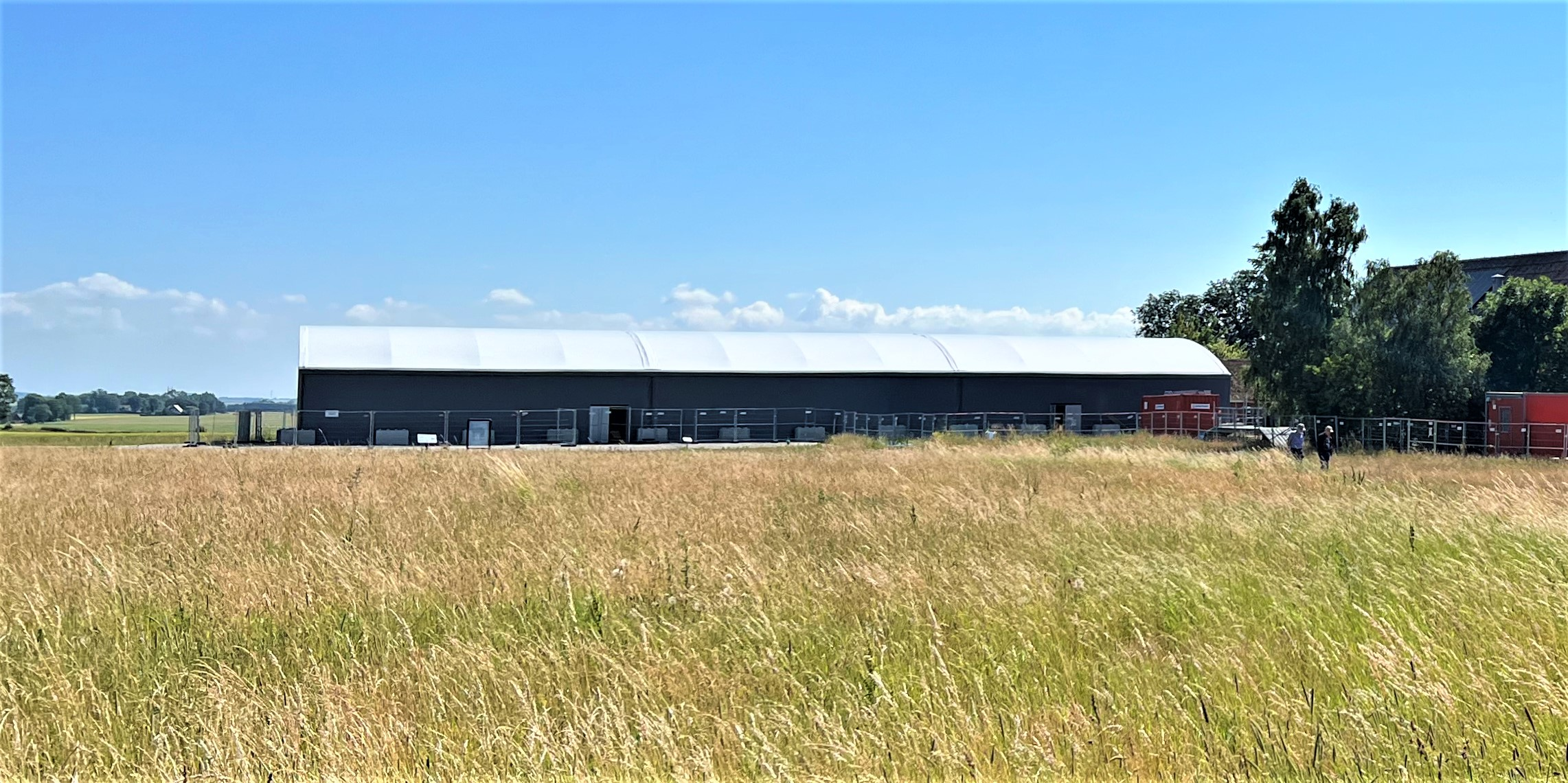
Hangaren över utgrävningsplatsen av Uppåkras över trettio meter långa "hövdingahall", 2023
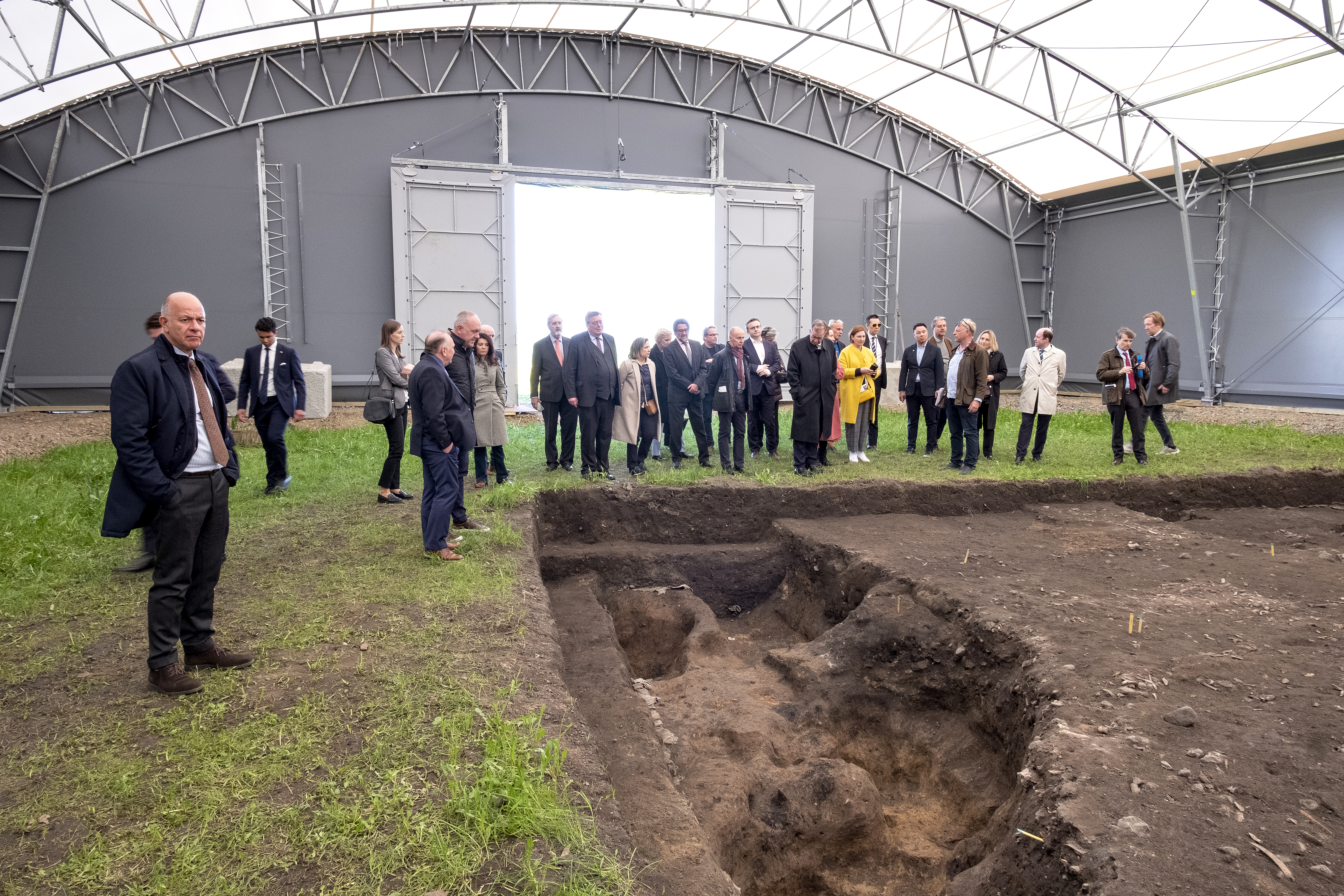
Utgrävningshangaren, maj 2023
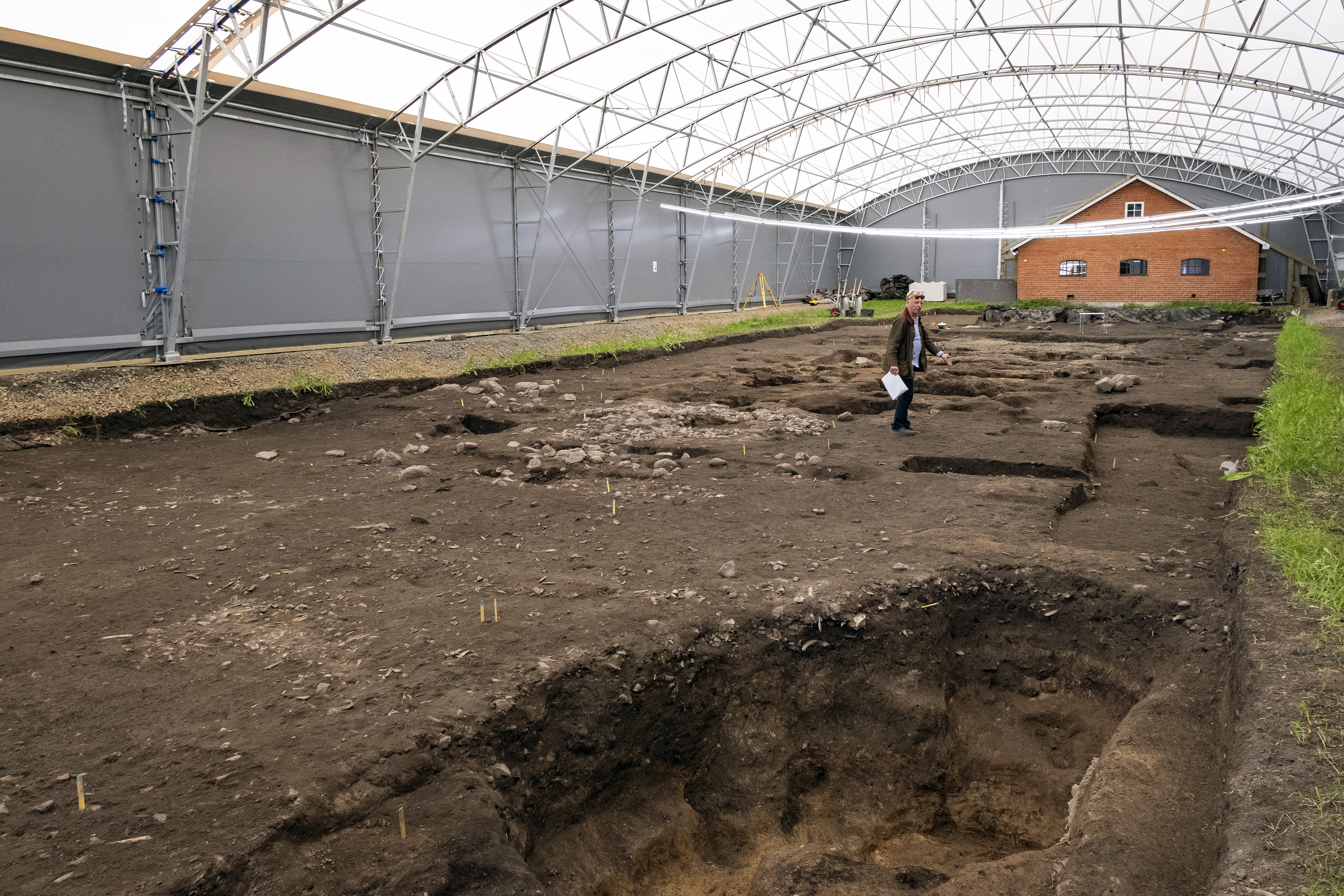
Arkeologen Håkan Aspeborg, maj 2023
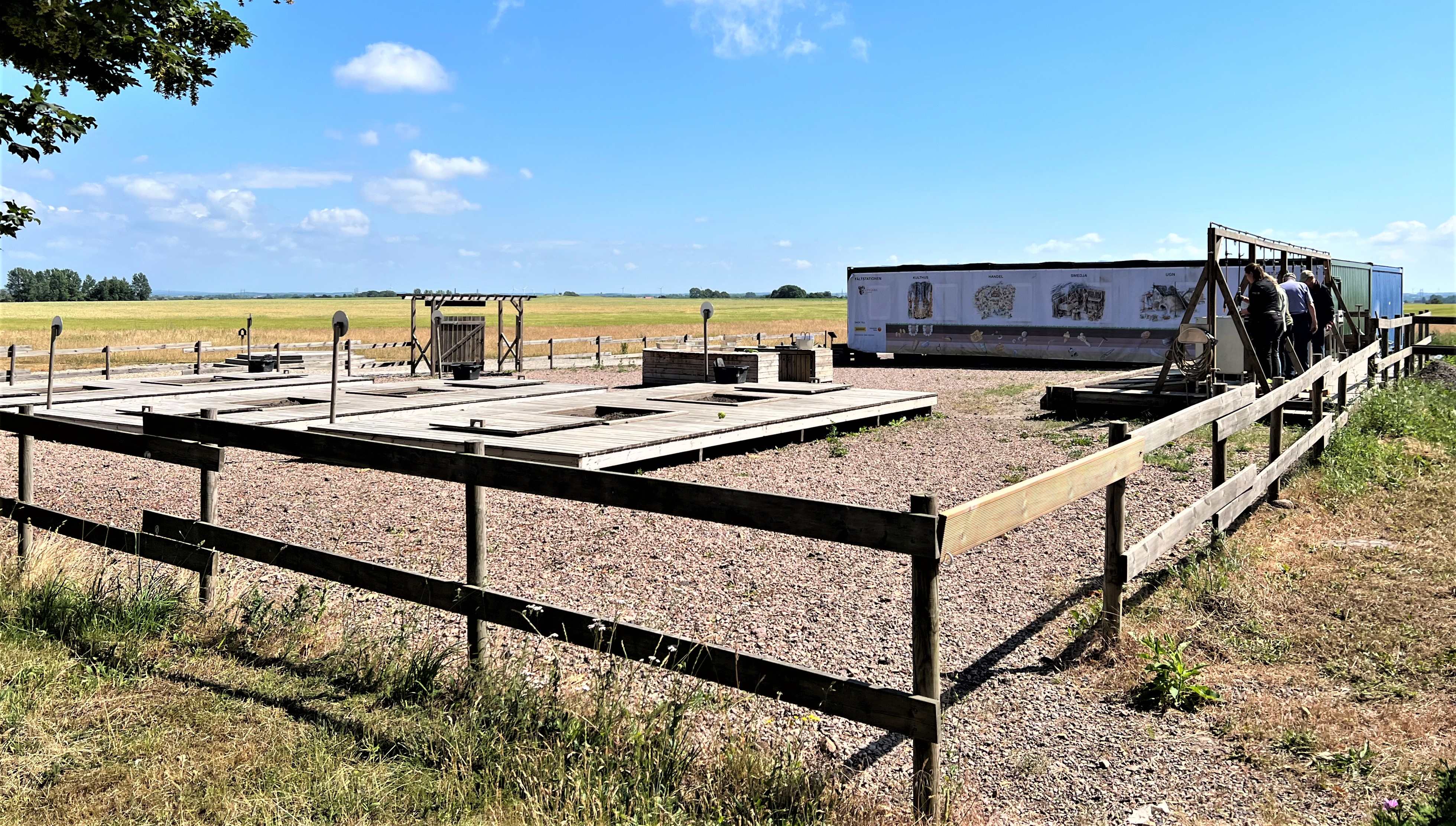
"Arkeologiskolan", 2023
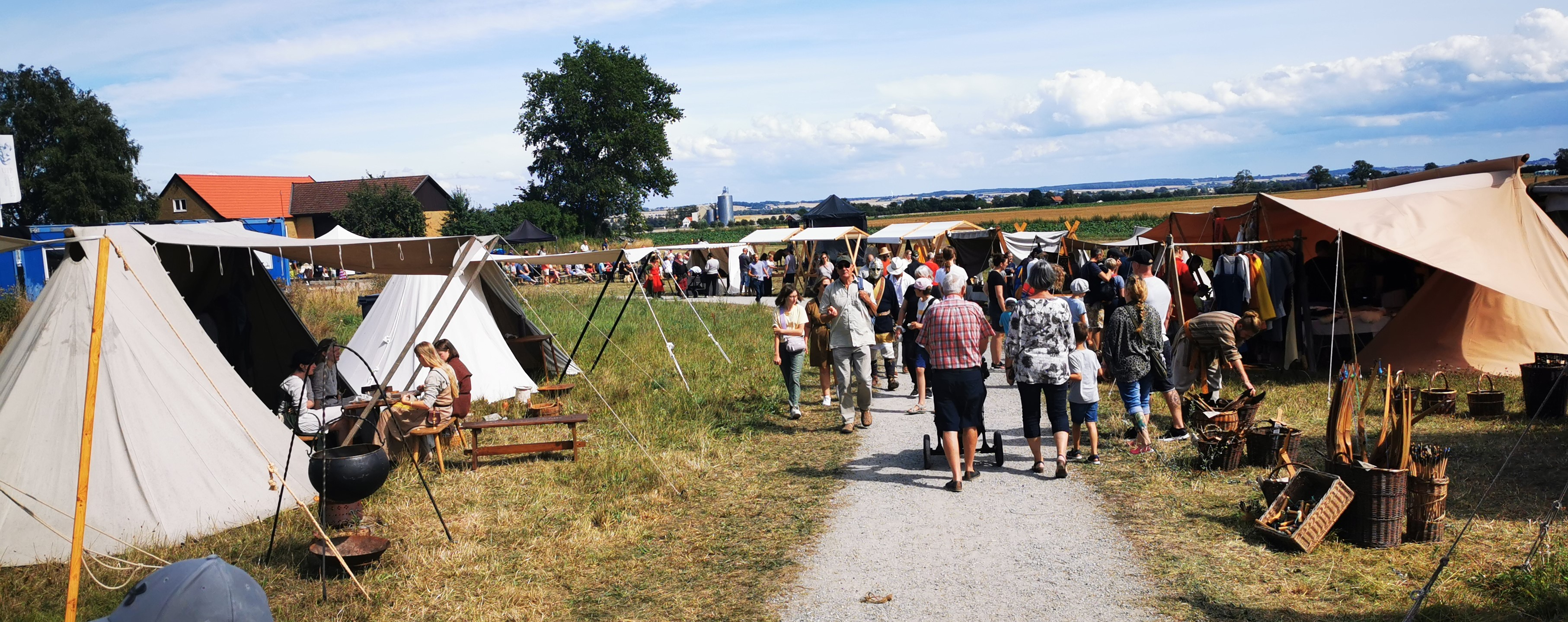
Marknad vid Vendeltidsdagarna i augusti 2022